# SN 2005as
SN 2005as – supernowa typu Ia odkryta 21 stycznia 2005 roku w galaktyce NGC 3450. W momencie odkrycia miała maksymalną jasność 17,10m.